# 谢雨辰
谢雨辰（1940年—2017年3月26日），台湾苗栗人，中国电影导演、摄影师，第七、八、九、十届全国政协委员。代表作有电影《夜行货车》、《望春风》、《乱世英豪》等。